# صالح بن كيسان
صالح بن كيسان، (40 هـ - 140 هـ) هو صالح بن كيسان، مولى بني غفار وفي رواية مولى دوس، وكنيته أبو محمد وأبو الحارث.
ولد في المدينة المنورة بحدود عام 40 هـ، فنشأ فيها وطلب العلم كهلاً وكان أحد التابعين، وذكره مسلم في رابعة تابعي المدنيين، رأى عبد الله بن عمر وسمع منه، كما سمع من عروة بن الزبير، وعبيد الله بن عبد الله بن عتبة، نافع بن جبير، وسالم مولى عبد الله بن عمر ونافع مولى أبي قتادة والزهري وغيرهم.
وروى عنه ابن جريج، وعمرو بن دينار، وحماد بن زيد وأنس بن عياض، وأنس بن عياض، ومالك بن أنس، و سليمان بن بلال وغيرهم. كان من فقهاء المدينة ومحدثيها، ومؤدباً أدّب أبناء عمر بن عبد العزيز أثناء ولايته على المدينة 88-91هـ. أثنى عليه الإمام أحمد، وقال عنه مصعب الزبيري: كان جامعاً بين الفقه والحديث والمروءة. توفي عام 140هـ عن عمر يناهز المائة عام.